# Renato Salazar
Renato Edmundo Salazar Justiniano (Hijuelas, 11 de abril de 1913 - Santiago, 9 de diciembre de 2007) fue un ingeniero, académico y consultor chileno, pionero de la planificación de sistemas eléctricos en su país.
Se educó en el Instituto Nacional General José Miguel Carrera de la capital y en la Universidad de Chile, entidad donde se tituló en 1940 como ingeniero civil, profesión que también habían alcanzado su padre y un hermano. 
Viajó luego a los Estados Unidos, donde en 1941 aprobaría un posgrado en ingeniería eléctrica por la Universidad de Stanford.
Se inició profesionalmente en la Dirección General de Servicios Eléctricos de su país. Pasó luego a Endesa, donde, siendo aún muy joven, asumió la responsabilidad de organizar la oficina de la empresa en Nueva York. De vuelta en Chile ocupó el cargo de subgerente de Ingeniería.
Desde la gerencia de obras fue ascendido, en 1961, a la gerencia general de la compañía.
En 1969, invitado por el Banco Mundial (BM), asesoró a la Administración Nacional de Usinas y Trasmisiones Eléctricas (UTE), de Uruguay. En 1972 jubiló de la empresa, tras lo cual trabajó como consultor en el mismo BM.
Regresó a Chile en 1980. Entre 1990 y 1993 ejerció como presidente de la Compañía Eléctrica Colbún Machicura por encargo del primer Gobierno democrático tras la dictadura del general Augusto Pinochet.
Casado con Andrèe Marie Sparks, tuvo cuatro hijos.